# Борзунов, Семён Михайлович
Семён Михайлович Борзуно́в (23 февраля 1919, Студёное, Бобровский уезд, Воронежская губерния — 1 октября 2020, Москва) — советский и российский писатель, публицист, член Союза писателей СССР. Участник Великой Отечественной войны, полковник.

## Биография
Родился 23 февраля 1919 года в селе Студёное (ныне — Аннинский район, Воронежская область) в крестьянской семье. Отец — Михаил Ефимович, крестьянин, занимался земледелием, принимал участие в Первой мировой войне, был награждён Георгиевским крестом и Георгиевской медалью «За храбрость». В 1920 году погиб под Воронежем в боях с деникинцами. Мать — Анна Николаевна, воспитывала семерых детей (двоих от первого и пятерых — от второго брака). Отчим, Алексей Дмитриевич Шерстняков, участник Гражданской и Великой Отечественной войн, погиб в 1942 году.
В середине 1930-х годов Семён Борзунов окончил школу-семилетку, помогал матери содержать семью. До 1937 года трудился в колхозе, старшим пионервожатым в школе, затем работал литературным сотрудником в районной газете.
Окончил Воронежскую областную политпросветшколу (1939).
С 1939 года в РККА. В феврале 1941 года окончил военно-политическое училище. Член ВКП(б) с 1941 года. Служил в Киевском особом военном округе литературным сотрудником дивизионной газеты «Красноармейское слово» 32-й танковой дивизии 4-го механизированного корпуса 6-й армии.
Участник Великой Отечественной войны. Исполняя обязанности политрука разведывательной роты 32-й танковой дивизии на Юго-Западном фронте в первые же часы войны 22 июня встретил врага на западной границе в районе Перемышля. Был ранен на третий день войны, но остался в строю. Далее участвовал в обороне Львова, Тернополя, Киева. Принимал участие в первых наступательных боях под Ленинградом и Тихвином, под Сталинградом и Воронежем.
Затем стал военным корреспондентом сначала дивизионной, потом армейской и фронтовой газет, корреспондент-организатор фронтовой газеты «За честь Родины» (1-й Украинский фронт). Представлялся к званию Героя Советского Союза, но звание не получил. В 1945 году в звании майора был награждён орденом Красного Знамени.
После войны окончил Военно-политическую академию имени В. И. Ленина (1951). Работал ответственным редактором журнала «Агитатор армии и флота» (1953—1959), главным редактором художественной литературы Воениздата (1959—1979). В 1979 году полковник С. М. Борзунов уволен в запас.
Затем работал заместителем главного редактора журнала «Знамя» (1979—1981), заместителем главного редактора «Роман-газеты» (1981—1988).
Печатается с 1938 года. Автор книг публицистики и прозы. Член СЖ СССР (1958), СП СССР (1973). Избирался председателем военной комиссии МО СП РСФСР (183-86), секретарём правления МО СП РСФСР (1983—1984), председателем ревизионной комиссии СП РСФСР (1984—1991), депутатом Киевского райсовета Москвы (1985—1987). Член редсовета (затем редколлегии) журнала «Роман-газета», Совета ветеранов при СЖ РФ. Руководитель пресс-группы Комитета памяти Г. К. Жукова и Межрегионального общественного фонда «Выдающиеся полководцы и флотоводцы Великой Отечественной войны». Заслуженный работник культуры РСФСР, член Союза писателей СССР, член Союза журналистов Москвы.
Супруга — Надежда Антоновна Борзунова (1923 2015)в послевоенные годы окончила Московский областной педагогический институт, работала преподавателем немецкого языка.
Скончался на 102-м году жизни 1 октября 2020 года. Похоронен на Раевском кладбище.

## Награды и премии
- премия имени Д. А. Фурманова (1969)
- премии журналов «Огонёк» (1970), «Знамя» (1983)
- премия СП СССР имени А. А. Фадеева (1984)
- премия МО СССР
- премия имени К. М. Симонова
- премия имени В. С. Пикуля
- орден Красного Знамени (14.4.1945)
- орден Отечественной войны II степени (1985)
- два ордена Красной Звезды (4.10. 1943)
- орден «Знак Почёта»
- орден «За службу Родине в Вооружённых Силах СССР» III степени
- медали